# Krijtmolenpark
Het Krijtmolenpark is een toekomstig park in Amsterdam-Noord.
Het in 2024 nog toekomstige park kreeg op 17 december 2019 haar naam toen de Gemeente Amsterdam namen gaf aan de openbare ruimte(n), die ontstaan bij het inrichten van de wijk Elzenhagen. Elzenhagen dankt haar naam aan het dan goeddeels te verdwijnen Sportpark Elzenhagen. Het park dankt zijn naam aan de nog enige werkende krijtmolen ter wereld:  D'Admiraal, die aan de overzijde van het Noordhollandsch Kanaal staat.
Alhoewel het park in 2019 haar naam kreeg, duurde in 2024 de inrichting van buurt en park nog voort. In juni 2024 is het park vooralsnog een grote zandvlakte. Dan is als enige gebouw hier duidelijk zichtbaar het Gemaal Krijtmolenpark. In het grijs (zand) en groen (aanwas) valt het betonnen gebouw achter een bruine cortenstalen schil (extra) op.. Het regelt dan de waterstand in dit poldertje met aanvoer uit en afvoer naar het Noordhollandsch Kanaal. De Buikslotermeerdijk tussen de Buiksloterdraaibrug en Brug 970 zal deel uitmaken van het park.